# 罗坳镇
罗坳镇，是中华人民共和国江西省赣州市于都县下辖的一个乡镇级行政单位。

## 行政区划
罗坳镇下辖以下地区：
圩上社区、罗坳村、峡山村、全角村、三门村、茅坪村、岩背村、水塅村、正坑村、塘头村、鲤鱼村、杨梅村、步前村、黄坳村、跃州村、孟口村、河坪村、大桥村和下坪村。